# كاسيوبيا (فلم 2022)
كاسيوبيا (بالكورية: 카시오페아) هو فيلم درامي كوري جنوبي صدر عام 2022، من إخراج شين يون-شيك وبطولة آن سونغ-كي، سيو هيون-جين، وجو يي-ريم. يتناول الفيلم موضوع الخرف، حيث تفقد ابنة ذاكرتها بسبب مرض ألزهايمر، وتبدأ حياة جديدة مع والدها. عُرض الفيلم في صالات السينما بتاريخ 1 حزيران 2022.

## ملخص
كاسيوبيا هي ألمع كوكبة وتقع بجوار النجم القطبي. تدور الكوكبة ذات الشكل W حول النجم القطبي خلال مدة قدرها 23 ساعة و56 دقيقة. النجم القطبي هو كوكبة تُستخدم عادة لإيجاد الطريق (لأغراض الملاحة)، ما يعني أن كاسيوبيا، باعتبارها الكوكبة الأم، تطفو خلال النهار بجوار الكوكبة التي تدل على الطريق. "كاسيوبيا، بالتالي، دليل مهم لإيجاد النجم القطبي. فعندما تضل الطريق، يمكنك استخدام كاسيوبيا لإيجاد النجم القطبي، ومن ثم استخدامه لتحديد الاتجاه. المعنى ذاته ينطبق على العائلة في هذا العمل. فكما أن النجم القطبي لا يُرشدك إلى اتجاه الحياة مباشرة، فإن كاسيوبيا، مثله، تدعمك وتحميك بشكل غير مباشر. وهي توحي بأن العائلة دائمًا إلى جانبك وتحميك بصمت عندما تضل الطريق في حياتك."
سو-جين محامية ناجحة. بعد طلاقها، تعيش حياة مثالية كمحامية وكأم. وهي تستعد لإرسال ابنتها جينا للدراسة في الولايات المتحدة. يعيش والدها إن-وو معهم ويعتني بحفيدته. تتعرض سو-جين فجأة لحادث سيارة، ويتم تشخيصها لاحقًا بمرض ألزهايمر. يبقى والدها إلى جانبها ليحميها، بينما تبدأ تدريجيًا بالتحول إلى طفلة صغيرة نتيجة لفقدان الذاكرة، وتبدأ مرافقة مليئة بالحب.

## طاقم التمثيل
- أهن سونغ كي في دور إن وووم، والد سو جين
- سيو هيون جين في دور سو جين، المحامية التي فقدت كل ذكرياتها بسبب مرض الزهايمر [1]
- جو يي ريم في دور جينا، ابنة سو جين [2]

## الإنتاج
في حزيران 2021، تم تأكيد طاقم الفيلم الذي كان يحمل الاسم المؤقت "خرف"، والذي ضم آن سونغ-كي وسيو هيون-جين. أُخرج الفيلم بواسطة شين يون-شيك، وكان من المتوقع بدء التصوير في النصف الثاني من عام 2021. ويشكّل هذا الفيلم عودة للمخرج شين يون-شيك بعد فيلمه "رومانيين 8:37" عام 2017. تعمل سيو هيون-جين في فيلم بعد غياب دام أربع سنوات، إذ كان آخر أفلامها "لأنني أحبك" عام 2017. بدأ التصوير الرئيسي للفيلم بتاريخ 9 أيلول 2021.

## العرض والاستقبال
تم عرض الفيلم في 175 صالة عرض في كوريا الجنوبية بتاريخ 1 حزيران 2022.

### شباك التذاكر
وفقًا لشبكة الحاسوب المتكاملة التابعة لمجلس الأفلام الكوري، افتُتح الفيلم في المركز السادس مع 5,344 تذكرة مباعة في شباك التذاكر الكوري.
حتى تاريخ 14 تموز 2022، يحتل الفيلم المرتبة 29 بين جميع الأفلام الكورية التي صدرت خلال عام 2022 في كوريا الجنوبية، بإيرادات بلغت 148,789 دولار أمريكي و22,149 تذكرة مباعة.

## ردود الفعل النقدية
كتبت كيم نا-يون من ستار نيوز في مراجعتها للفيلم، مشيدة بأداء الممثلين سيو هيون-جين، آن سونغ-كي، وجو يي-ريم، قائلة: "بفضل الأداء الرائع للممثلين." لكنها أضافت أن الفيلم لا يحتوي على أي عنصر قوي آخر، واختتمت بقولها: "ومع ذلك، من المؤسف أن لا توجد قوة خاصة في الفيلم سوى أداء الممثلين."
وصفت لي يو-تشاي من سيني21 الفيلم بأنه "مذكرات تربية يكتبها رجل أُتيحت له الفرصة لتعويض إخفاقاته كأب." وأشادت بأداء سيو هيون-جين قائلة: "الممثلة سيو هيون-جين تُظهر أداءً تمثيليًا مليئًا بالتحدي في أول دور بطولة سينمائي لها." وخلصت لي إلى أن المخرج شين يون-شيك استلهم فكرة "كاسيوبيا" من العلاقة المشابهة بين روبرت دي نيرو وآن هاثاوي في فيلم The Intern، وبما أن علاقته بالممثل آن سونغ-كي كانت وثيقة، "فقد كان لا بد أن تكون قصة كاسيوبيا عن امرأة والدها آن سونغ-كي."
كتب بارك جين-يونغ لموقع Joy News 24 عن الفيلم قائلاً: "يلتقط الفيلم وضع مرضى ألزهايمر وعائلاتهم، وكذلك مرافقتهم، بنظرة هادئة دون مبالغة أو مثالية." وأشاد بأداء سيو هيون-جين قائلاً: "أداء سيو هيون-جين المتوهج، الذي يصوّر بشكل راسخ أدوارًا متنوعة ومشاعر متقلبة، من المحامية إلى الأم إلى مريضة ألزهايمر، يُثير الإعجاب"، كما أثنى على آن سونغ-كي قائلاً: "يقود آن سونغ-كي الأحداث بثبات بحضوره الثقيل ونظراته العميقة."

## الجوائز
| جائزة                            | تاريخ الحفل    | فئة                                                 | المستلمون | نتيجة |  |
| -------------------------------- | -------------- | --------------------------------------------------- | --- | ----- |  |
| جوائز جمعية نقاد السينما الكورية | 23 نوفمبر 2022 | جائزة المقر الرئيسي لرابطة النقاد الدوليين في كوريا | شين يون شيك\| style="background: #99FF99; color: black; vertical-align: middle; text-align: center; " class="yes table-yes2"\|فوز | [ 3 ] |  |

## روابط خارجية
- مقالات تستعمل روابط فنية بلا صلة مع ويكي بيانات
- كاسيوبيا على هانسينما